# Лонге-Жюмель (кантон)
Лонге-Жюмель (фр. Longué-Jumelles) — кантон во Франции, находится в регионе Пеи-де-ла-Луар, департамент Мен и Луара. Входит в состав округа Сомюр.

## История
Кантон Лонге-Жюмель был создан в 1790 году и был изменён в результате административной реформы 2015 года. В состав кантона вошли коммуны упраздненного кантона Аллон.
С 1 января 2018 года состав кантона изменился: коммуны Ле-Розье-сюр-Луар и Сен-Мартен-де-ла-Плас вошли в состав коммуны Женн-Валь-де-Луар.

## Состав кантона с 1 января 2018 года
В состав кантона входят коммуны (население по данным Национального института статистики за 2020 г.):
- Аллон (2 947 чел.)
- Блу (955 чел.)
- Брен-сюр-Аллон (2 046 чел.)
- Варен-сюр-Луар (1 859 чел.)
- Вернант (1 993 чел.)
- Вернуаль-ле-Фурье (1 278 чел.)
- Виви (2 545 чел.)
- Вильбернье (1 438 чел.)
- Женн-Валь-де-Луар (3 457 чел., частично)
- Курлеон (142 чел.)
- Ла-Брей-ле-Пен (600 чел.)
- Ла-Ланд-Шаль (122 чел.)
- Лонге-Жюмель (6 759 чел.)
- Мулиэрн (808 чел.)
- Нёйе (988 чел.)
- Сен-Клеман-де-Леве (1 097 чел.)
- Сен-Фильбер-дю-Пёпль (1 328 чел.)

## Политика
На президентских выборах 2022 г. жители кантона отдали в 1-м туре Марин Ле Пен 32,9 % голосов против 29,5 % у Эмманюэля Макрона и 13,2 % у Жана-Люка Меланшона; во 2-м туре в кантоне победил Макрон, получивший 53,01 % голосов. (2017 год. 1 тур: Марин Ле Пен – 29,0 %, Франсуа Фийон – 23,5 %, Эмманюэль Макрон – 19,2 %, Жан-Люк Меланшон – 13,8 %; 2 тур: Макрон – 55,7 %).
С 2021 года кантон в Совете департамента Мен и Луара представляют мэр коммуны Нёйе Ги Бертен (Guy Bertin) и бывший мэр коммуны Женн-Валь-де-Луар Изабель Дево (Isabelle Devaux) (оба – Разные правые).
|                | Кандидаты                       | Партия                   | Первый тур | Первый тур     | Второй тур | Второй тур |
| Кол-во голосов | Кандидаты                       | Партия                   | % голосов  | Кол-во голосов | % голосов  |            |
| -------------- | ------------------------------- | ------------------------ | ---------- | -------------- | ---------- | ---------- |
|                | Ги Бертен Изабель Дево          | Разные правые            | 2 327      | 38,12          | 3 385      | 52,80      |
|                | Беатрис Бертран Фредерик Мортье | Разные правые            | 2 032      | 33,29          | 3 026      | 47,20      |
|                | Гислен Юпон Патрис Лансьен      | Национальное объединение | 1 102      | 18,05          |            |            |
|                | Жоэль Амбруаз Даниэль Флессати  | Коммунистическая партия  | 643        | 10,53          |            |            |

|                | Кандидаты                        | Партия                  | Первый тур | Первый тур     | Второй тур | Второй тур |
| Кол-во голосов | Кандидаты                        | Партия                  | % голосов  | Кол-во голосов | % голосов  |            |
| -------------- | -------------------------------- | ----------------------- | ---------- | -------------- | ---------- | ---------- |
|                | Ги Бертен Мари Сейё              | Правый блок             | 3 164      | 30,61          | 6 396      | 63,78      |
|                | Гаэтан Диран Дельфин Жилли       | Национальный фронт      | 2 950      | 28,54          | 3 633      | 36,22      |
|                | Мишель Рюо Вероник Шуан-Кёниг    | Разные правые           | 2 782      | 26,92          |            |            |
|                | Пьер Грегуар Полетт Паскье       | Левый блок              | 912        | 8,82           |            |            |
|                | Жоэль Амбруаз Натали Бенар-Ретиф | Коммунистическая партия | 527        | 5,10           |            |            |